# Groton (Connecticut)
Groton è un comune di 10 389 abitanti degli Stati Uniti d'America, situato nella contea di New London nello Stato del Connecticut.
La città ha dato i natali nel 1751 al noto esploratore John Ledyhard.